# Carrier Strike Group 3
Le Carrier Strike Group Three, abrégé CSG-3 ou CARSTRKGRU 3, est l'un des 6 groupes aéronavals de l'U.S. Navy affecté à la Flotte du Pacifique. Stationné à la base aéronavale de Kitsap, il est rattaché administrativement à la 3e Flotte (pacifique Est)  et ses déploiements opérationnels se font au profit de la 7e flotte (pacifique Ouest) et de la 5e flotte (golfe Arabo-Persique et océan Indien). La désignation de Carrier Strike Group date de 2004.

## Le Stennis Strike Group, ancêtre du CSG-3
Même si la notion de groupe aéronaval remonte à la Seconde Guerre mondiale, la composition des Task Forces comme on les désignait à l'époque était très aléatoire, les navires d'escorte n'évoluant pas toujours avec les mêmes porte-avions. En 1992, sur proposition du chef d'état-major de l'US Navy, il fut décidé de rationaliser la composition des groupes aéronavals, et d'affecter de manière permanente les mêmes navires d'escorte. Les groupes aéronavals prennent alors la l'appellation de Carrier Vessel Battle Group.
Effectuant sa traversée inaugurale en 1998, l'USS John C. Stennis et son escorte ont participé à l'établissement de la zone d'exclusion aérienne au-dessus de l’Irak à de nombreuses reprises. À la suite des attaques du 11 septembre 2001, le Stennis Strike Group est dans un premier temps déployé au large des côtes américaines pour protéger l'espace aérien de la côte Ouest (opération Noble Eagle). Le 12 novembre 2001, le groupe aéronaval composé de l'USS John C. Stennis (CVN-74), de l'escadre embarquée Carrier Air Wing 9 (CVW-9), des croiseurs USS Lake Champlain (CG-57) et  USS Port Royal (CG-73), des destroyers USS Decatur (DDG-73) et USS Elliot (DD-973), de la frégate USS Jarrett (FFG-33), du navire de ravitaillement USNS Bridge (T-AOE 10) et des sous-marins nucléaires d'attaque USS Salt Lake City (SSN-716) et USS Jefferson City (SSN-759) est déployé au large du Pakistan pour appuyer les opérations en Afghanistan.

## Composition du CSG-3

### 2005
Déploiement du 17 janvier 2005 au 31 juillet 2005:
- USS Carl Vinson (CVN-70), navire-amiral
- Carrier Air Wing Nine (CVW-9)
- USS USS Antietam (CG-54)
- Destroyer Squadron 31
  - USS O'Kane (DDG-77)
  - USS Mustin (DDG-89)
- USNS Camden (AOE-2)
- USS Olympia (SSN-717)

À l'issue de ce déploiement, le Carl Vinson est immobilisé pour entretien, entraînant un changement de navire-amiral, l'USS John C. Stennis (CVN-74) est transféré du Carrier Strike Group 7 au CSG-3. Au cours de cette mission, le CSG-3 relève le CSG-10 dans le golfe Persique, en soutien des opérations en cours en Irak et en Afghanistan,

### 2007
Déploiement du 16 janvier 2007 au 31 août 2007,:
- USS John C. Stennis (CVN-74), navire-amiral
- Carrier Air Wing Nine (CVW-9)
- USS USS Antietam'' (CG-54)
- Destroyer Squadron 21
  - USS Paul Hamilton (DDG-60)
  - USS O'Kane (DDG-77)
  - USS Preble (DDG-88)
- USNS Bridge (T-AOE-10)

Au cours de ce nouveau déploiement dans le golfe Persique, le CSG-3 est présent en même temps que le CSG-8 de l'USS Eisenhower. Pour la première fois depuis 2003, 2 porte-avions et leurs escortes sont simultanément dans cette région du monde.
Le 23 mai 2007, le Stennis ainsi que huit autres navires, dont l'USS Nimitz et le navire amphibie USS Bonhomme Richard (LHD-6) transitent par le détroit d'Hormuz, l'un des plus importants mouvements de navires de l'US Navy depuis 2003.

### 2009
Déploiement du 13 janvier 2009 au 10 juillet 2009,:
- USS John C. Stennis (CVN-74), navire-amiral
- Carrier Air Wing Nine (CVW-9)
- USS USS Antietam (CG-54)
- Destroyer Squadron 21
  - USS Preble (DDG-88)
  - USS Kidd (DDG-100)

Au cours de ce déploiement, marqué par la mort accidentelle d'un marin lors d'une escale à Singapour, et la mise à pied du commandant en second du Stennis, le CSG-3 a effectué le traditionnel passage dans le golfe Persique en soutien des opérations en cours. Il a également participé à des entraînements avec la Marine japonaise et la Marine sud-coréenne.

### 2011
- USS John C. Stennis (CVN-74), navire-amiral
- Carrier Air Wing Nine (CVW-9)
- USS Mobile Bay (CG-53)
- Destroyer Squadron 21:
  - USS Wayne E. Meyer (DDG-108)
  - USS USS Dewey (DDG-105)
  - USS Kidd (DDG-100)
  - USS USS Milius (DDG-69)
  - USS Jarrett (FFG-33)

Déploiement à venir,